# Herb Stopnicy
Herb Stopnicy – jeden z symboli miasta Stopnica i gminy Stopnica w postaci herbu.

## Wygląd i symbolika
Herb przedstawia ustawiony zębem do góry złoty klucz św. Piotra na niebieskim tle. 
św. Piotr jest jednym z patronów stopnickiego kościoła farnego. Przez niektórych herb Stopnicy określany jest jako szlachecki Jasieńczyk. Jest to jednak określenie błędne ponieważ Stopnica była miastem królewskim i jej herb nie mógł pochodzić od żadnego z rodów szlacheckich